# Essen-Stadtwald
Essen-Stadtwald – przystanek kolejowy w dzielnicy Stadtwald w Essen, w kraju związkowym Nadrenia Północna-Westfalia, w Niemczech. Znajdują się tu 2 perony.